# Jānis Sprukts
Jānis Sprukts (né le 31 janvier 1982 à Riga en République socialiste soviétique de Lettonie) est un joueur professionnel de hockey sur glace letton.

## Biographie

### Carrière junior
Sprukts fait ses débuts en équipe de Lettonie en participant au championnat du monde moins de 18 ans 1999 et participe au sacre de son équipe qui finit à la première place de la division I et accédera ainsi pour l'édition suivante à la poule B.
Il joue en 1999-2000 dans son pays natal pour l'équipe junior de l'Essamika Ogre en 1999-2000 et joue également lors de la même saison en Finlande pour l'équipe junior du Lukko Rauma. Du point de vue international, il évolue au cours de la saison 1999-2000 avec trois équipes nationales différentes de Lettonie : il joue en effet le championnat du monde junior en décembre – avant-dernière place du groupe B – mais également le championnat du monde moins de 18 ans. Ce dernier a lieu fin avril et après une troisième place dans le groupe B, il enchaîne avec l'équipe senior de Lettonie qui participe au championnat du monde en poule élite. Il est présent lors des sept matchs que joue l'équipe, sans inscrire un seul point, et malgré la bonne performance d'Artūrs Irbe dans les buts, la Lettonie perd en quart-de-finale contre les tchèques.
Il participe au repêchage d'entrée dans la Ligue nationale de hockey et est choisi en tant 234e joueur par les Panthers de la Floride. Il ne rejoint pas pour autant la LNH ou même l'Amérique du Nord et continue en 2000-2001 avec l'équipe moins de 20 ans de Lukko Rauma. Au cours de la saison, il fait ses débuts avec l'équipe première, jouant neuf rencontres dans la SM-liiga, le championnat de Finlande. Sixième de la saison régulière, l'équipe de Rauma perd au premier tour des playoffs. Il joue le championnat du monde junior 2001 avec la Lettonie mais ne peut rien faire pour empêcher son équipe d'être reléguée en division II à la fin du tournoi.
Pour la saison 2001-2002, Sprukts rejoint l’Amérique du Nord en rejoignant les rangs du Titan d'Acadie-Bathurst dans la Ligue de hockey junior majeur du Québec. En deux saisons, il participe à près d'une centaine de matchs pour l'équipe du Titan finissant à la première place du classement de la saison régulière en 2001-2002. L'équipe perd en finale de la Coupe du président contre les Tigres de Victoriaville. En deux saisons, il amasse 117 points en saison régulière et 24 de plus en séries.

### Carrière professionnelle

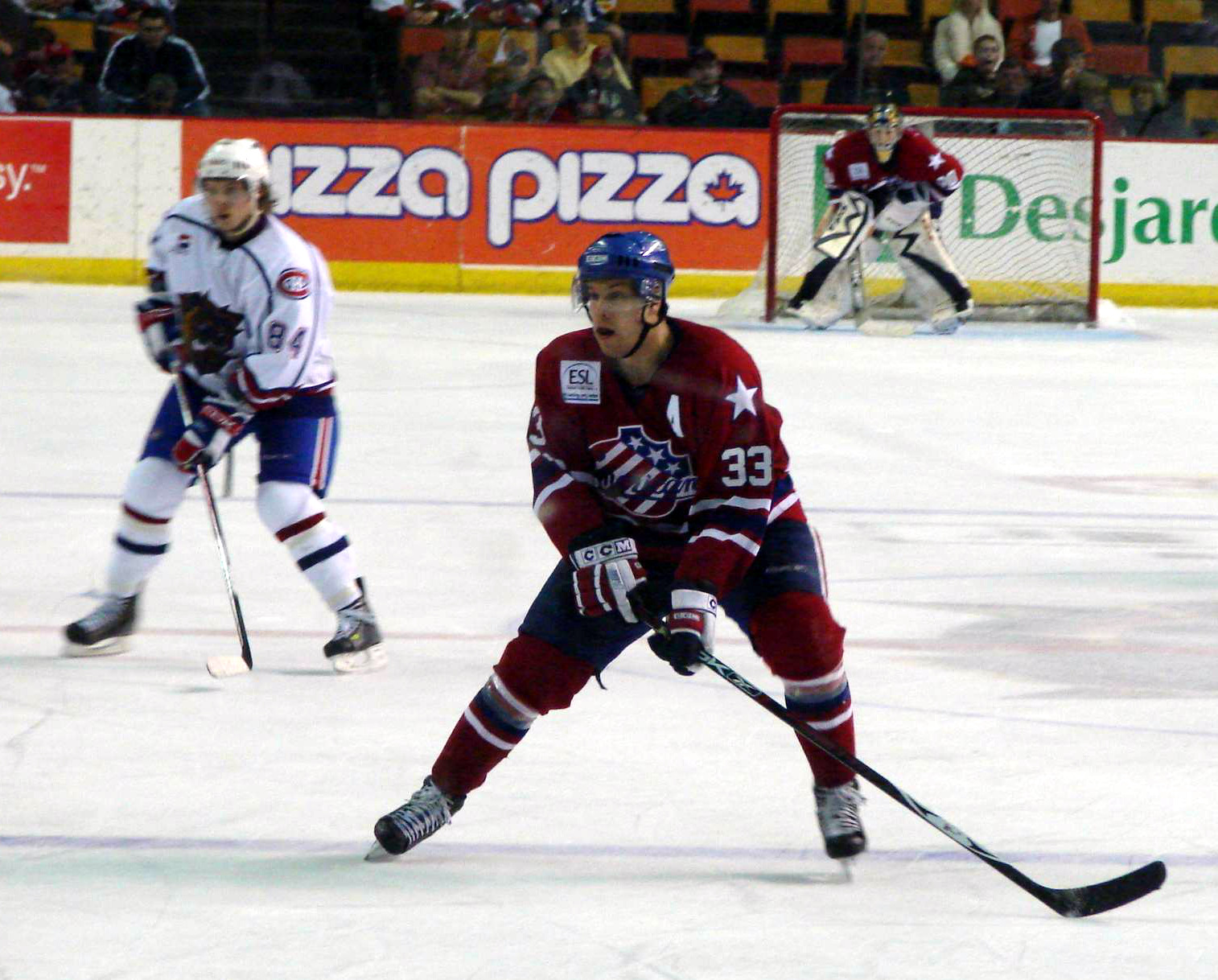
Jānis Sprukts portant le maillot des Americans de Rochester dans un match contre les Bulldogs de Hamilton.

Voyant qu'il ne parvient pas à signer de contrat avec une équipe professionnelle d'Amérique du Nord, Sprukts décide de retourner jouer en Europe pour 2003-2004. Il commence la saison en Lettonie pour le ASK Ogre mais rejoint en fin de saison le championnat du Danemark en signant avec l'Odense Ishockey Klub. Lors de la saison suivante, il signe en Biélorussie pour l'équipe lettone du HK Riga 2000. En 2005-2006, il change une nouvelle fois de championnat. Il fait ainsi son retour en Finlande avec le HPK Hämeenlinna. Le calendrier de la saison régulière compte 52 matchs mais Sprukts n'en joue que 38 en raison d'une blessure. Il revient cependant au jeu pour les séries éliminatoires et aide son équipe, troisième au classement, à remporter le premier titre de son histoire.
Le 29 mai 2006, il signe son premier contrat professionnel avec les Panthers de la Floride pour une saison. Il n'est pas pour autant retenu pour jouer dans la LNH et rejoint les rangs de la Ligue américaine de hockey et l'équipe affiliée aux Panthers : les Americans de Rochester pour la saison 2006-2007. Il joue tout de même quelques matchs au cours de la saison 2006-2007 avec l'équipe de Floride. Ainsi, il participe à treize matchs dans la LNH et cinquante-huit dans la LAH au cours de la saison, au cours desquels il a marqué 18 buts, ainsi que 41 passes pour un total 59 points,  et 60 minutes de pénalités. L'équipe des Americans est qualifié pour les séries éliminatoires contrairement aux Panthers et Sprukts joue les six rencontres de la franchise qui perd dès la première ronde.
En 2007-2008, il quitte l'Amérique du Nord pour retourner passer la saison en Finlande avec son ancien club junior : le Lukko Rauma. Neuvième de la saison régulière, Lukko est battu lors du tour de barrage d'accès aux séries. En août 2008, il signe un nouveau contrat avec les Panthers pour un autre essai d'une saison mais ne joue qu'un seul matchs dans la LNH et passe tout le reste de la saison dans la LAH. Il participe à 59 matchs pour 16 buts et 31 passes soit 47 points.

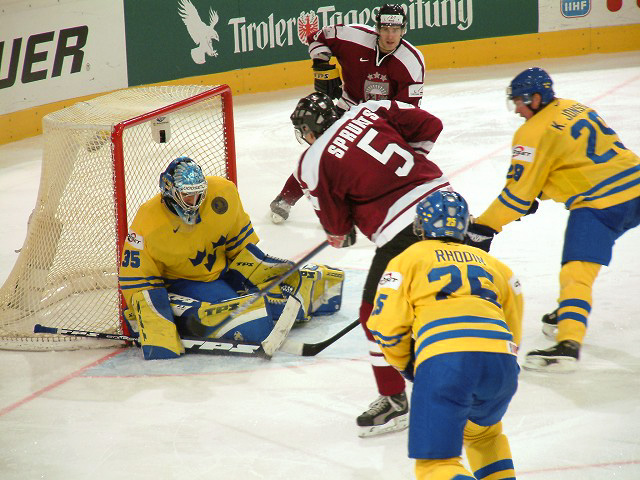
Janis Sprukts représentant la Lettonie.

Pour 2009-2010, Sprukts a l'occasion de venir jouer dans sa ville natale de Riga en Lettonie pour le Dinamo Riga. Le club évolue désormais dans la nouvelle Kontinentalnaïa Hokkeïnaïa Liga. Lors de sa première saison dans la KHL, il joue 53 matchs n'en ratant qu'un seul et marque onze buts ainsi que vingt-cinq assistances pour un total de 36 points. Lors des séries, Riga perd en quart de finale et Sprukts ne joue que 9 matchs, pour un but et quatre passes décisives. Au cours de la saison, il participe avec la Lettonie aux Jeux olympiques de 2010 à Vancouver.
Pour la saison 2010-2011, Jānis joue toujours pour l'équipe du Dinamo Riga, sa saison se conclut avec le même nombre de matchs que l'année précédente, soit 53, cependant, il inscrit 10 points de moins que l'année 2009-2010 soit un but de moins et 9 passes. Il reçoit également 18 minutes de pénalités de plus que l'année précédentes soit 52. Dans les séries éliminatoires, Jānis et l'équipe de Riga se transportent jusqu'en deuxième ronde en battant le OHK Dinamo en 6 matchs pour la première ronde avant de se faire battre en seulement cinq matchs par les champions de la Division Tarassov le Lokomotiv Iaroslavl, Sprukts joue ses 11 matchs pour 4 buts et 6 minutes de pénalité.

## Statistiques

### En club
| Saison    | Équipe                  | Ligue          |    | Saison régulière | Saison régulière | Saison régulière | Saison régulière | Saison régulière |    | Séries éliminatoires | Séries éliminatoires | Séries éliminatoires | Séries éliminatoires | Séries éliminatoires |
| Saison    | Équipe                  | Ligue          | PJ | B                | A                | Pts              | Pun              | PJ               | B  | A                    | Pts                  | Pun                  |                      |                      |
| 1999-2000 | Essamika Ogre           | Lettonie Jr.   | 3  | 0                | 1                | 1                | 2                | -                | -  | -                    | -                    | -                    |                      |                      |
| 1999-2000 | Lukko Rauma U20         | Jr. A SM-liiga | 26 | 2                | 5                | 7                | 6                | 3                | 0  | 0                    | 0                    | 0                    |                      |                      |
| 2000-2001 | Lukko Rauma U20         | Jr. A SM-liiga | 36 | 15               | 27               | 32               | 24               | 3                | 0  | 0                    | 0                    | 0                    |                      |                      |
| 2000-2001 | Lukko Rauma             | SM-liiga       | 9  | 0                | 0                | 0                | 2                | -                | -  | -                    | -                    | -                    |                      |                      |
| 2001-2002 | Titan d'Acadie-Bathurst | LHJMQ          | 63 | 35               | 44               | 79               | 46               | 10               | 10 | 6                    | 16                   | 10                   |                      |                      |
| 2002-2003 | Titan d'Acadie-Bathurst | LHJMQ          | 30 | 9                | 29               | 38               | 12               | 11               | 3  | 5                    | 8                    | 0                    |                      |                      |
| 2002-2003 | Sport Vaasa             | Mestis         | 21 | 5                | 6                | 11               | 8                | -                | -  | -                    | -                    | -                    |                      |                      |
| 2003-2004 | Odense Ishockey Klub    | AL-bank ligaen | 2  | 0                | 1                | 1                | 2                | 13               | 7  | 4                    | 11                   | 36                   |                      |                      |
| 2003-2004 | ASK Ogre                | LAČ            | 21 | 8                | 5                | 13               | 24               | -                | -  | -                    | -                    | -                    |                      |                      |
| 2004-2005 | HK Riga 2000            | Ekstraliga     | 21 | 7                | 9                | 16               | 10               | 3                | 0  | 0                    | 0                    | 2                    |                      |                      |
| 2005-2006 | HPK Hämeenlinna         | SM-liiga       | 35 | 18               | 10               | 28               | 14               | 13               | 3  | 4                    | 7                    | 14                   |                      |                      |
| 2006-2007 | Panthers de la Floride  | LNH            | 13 | 1                | 2                | 3                | 2                | -                | -  | -                    | -                    | -                    |                      |                      |
| 2006-2007 | Americans de Rochester  | LAH            | 58 | 18               | 41               | 59               | 60               | 6                | 1  | 3                    | 4                    | 4                    |                      |                      |
| 2007-2008 | Lukko Rauma             | SM-liiga       | 53 | 12               | 17               | 39               | 20               | 3                | 0  | 1                    | 1                    | 0                    |                      |                      |
| 2008-2009 | Americans de Rochester  | LAH            | 59 | 16               | 31               | 47               | 20               | -                | -  | -                    | -                    | -                    |                      |                      |
| 2008-2009 | Panthers de la Floride  | LNH            | 1  | 0                | 0                | 0                | 0                | -                | -  | -                    | -                    | -                    |                      |                      |
| 2009-2010 | Dinamo Riga             | KHL            | 53 | 11               | 25               | 36               | 34               | 9                | 1  | 4                    | 5                    | 10                   |                      |                      |
| 2010-2011 | Dinamo Riga             | KHL            | 53 | 10               | 16               | 26               | 52               | 11               | 4  | 0                    | 4                    | 6                    |                      |                      |
| 2011-2012 | Dinamo Riga             | KHL            | 53 | 11               | 24               | 35               | 28               | 7                | 5  | 3                    | 8                    | 0                    |                      |                      |
| 2012-2013 | HK CSKA Moscou          | KHL            | 50 | 5                | 3                | 8                | 6                | 9                | 0  | 1                    | 1                    | 0                    |                      |                      |
| 2013-2014 | Lokomotiv Iaroslavl     | KHL            | 14 | 2                | 5                | 7                | 0                | 18               | 0  | 4                    | 4                    | 6                    |                      |                      |
| 2014-2015 | Lokomotiv Iaroslavl     | KHL            | 16 | 1                | 4                | 5                | 4                | -                | -  | -                    | -                    | -                    |                      |                      |
| 2014-2015 | HC Fribourg-Gottéron    | LNA            | 7  | 1                | 1                | 2                | 0                | -                | -  | -                    | -                    | -                    |                      |                      |
| 2014-2015 | HC Red Ice              | LNB            | 1  | 0                | 1                | 1                | 2                | -                | -  | -                    | -                    | -                    |                      |                      |
| 2015-2016 | MHC Martin              | Extraliga      | 12 | 3                | 6                | 4                | 4                | 0                | 1  | 1                    | 0                    |                      |                      |                      |
| 2016-2017 | Ritten Sport            | AlpsHL         | 17 | 5                | 7                | 12               | 8                | 12               | 5  | 7                    | 12                   | 6                    |                      |                      |
| 2016-2017 | Ritten Sport            | Italie         | 2  | 0                | 2                | 2                | 0                | -                | -  | -                    | -                    | -                    |                      |                      |
| 2017-2018 | HK Kurbads              | LAČ            | 22 | 12               | 12               | 24               | 18               | 9                | 3  | 6                    | 9                    | 6                    |                      |                      |
| 2018-2019 | HK Kurbads              | LAČ            | 35 | 11               | 30               | 41               | 18               | 10               | 3  | 8                    | 11                   | 8                    |                      |                      |
| 2019-2020 | HK Kurbads              | LAČ            | 33 | 6                | 22               | 28               | 8                | -                | -  | -                    | -                    |                      |                      |                      |

### En équipe nationale
| Année | Équipe           | Compétition                              |   | PJ | B | A  | Pts | Pun |
| 1999  | Lettonie -18 ans | Championnat du monde -18 ans, division I | 4 | 7  | 5 | 12 | 0   |     |
| 2000  | Lettonie -20 ans | Championnat du monde -20 ans             | 5 | 0  | 1 | 1  | 2   |     |
| 2000  | Lettonie -18 ans | Championnat du monde -18 ans             | 5 | 5  | 1 | 6  | 14  |     |
| 2000  | Lettonie         | Championnat du monde                     | 7 | 0  | 0 | 0  | 0   |     |
| 2001  | Lettonie -20 ans | Championnat du monde -20 ans             | 5 | 1  | 4 | 5  | 0   |     |
| 2003  | Lettonie         | Championnat du monde                     | 6 | 0  | 2 | 2  | 2   |     |
| 2005  | Lettonie         | Championnat du monde                     | 6 | 2  | 1 | 3  | 0   |     |
| 2006  | Lettonie         | Championnat du monde                     | 6 | 0  | 1 | 1  | 2   |     |
| 2007  | Lettonie         | Championnat du monde                     | 3 | 0  | 2 | 2  | 0   |     |
| 2008  | Lettonie         | Championnat du monde                     | 6 | 0  | 2 | 2  | 2   |     |
| 2009  | Lettonie         | Championnat du monde                     | 7 | 0  | 1 | 1  | 0   |     |
| 2010  | Lettonie         | Jeux olympiques                          | 4 | 0  | 1 | 1  | 0   |     |
| 2010  | Lettonie         | Championnat du monde                     | 6 | 2  | 3 | 5  | 2   |     |
| 2012  | Lettonie         | Championnat du monde                     | 7 | 0  | 4 | 4  | 2   |     |
| 2013  | Lettonie         | Championnat du monde                     | 7 | 1  | 5 | 6  | 2   |     |
| 2014  | Lettonie         | Jeux olympiques                          | 5 | 2  | 2 | 4  | 0   |     |
| 2015  | Lettonie         | Championnat du monde                     | 7 | 0  | 1 | 1  | 25  |     |
| 2017  | Lettonie         | Championnat du monde                     | 6 | 2  | 1 | 3  | 6   |     |

## Trophées et honneurs personnels
- 2001-2002 : trophée Jean-Rougeau avec le Titan d'Acadie-Bathurst en tant que meilleure équipe de la saison régulière de la Ligue de hockey junior majeur du Québec
- 2005-2006 : champion de Finlande avec le HPK Hämeenlinna
- 2016-2017 : champion de l'AlpsHL et d'Italie avec le Ritten Sport
- 2017-2018 : champion de Lettonie avec le HK Kurbads